# La Misère du monde
Pour les articles homonymes, voir Misère du monde.
La Misère du monde est un ouvrage sociologique collectif paru en 1993 aux éditions du Seuil sous la direction de Pierre Bourdieu.
Pendant trois ans, une équipe de sociologues a mené une série d'entretiens auprès de personnes de différentes catégories sociales souvent défavorisées, soit en raison de leur situation défavorable, soit à cause d'un déclassement. Les personnes interrogées sont aussi bien des ouvriers, des employés ou des fonctionnaires que des étudiants, des chômeurs, des sans-abris, des lycéens ou des retraités. Les interviews sont précédées du regard des sociologues et entrecoupées d'analyses plus générales sur les représentations journalistiques ou le rôle de l'État. Les parties de l'ouvrage portent successivement sur la vie dans les cités et sa représentation médiatique, les espaces sociaux (notamment à travers le prisme américain), les défaillances institutionnelles, le déclin professionnel et social, l’exclusion scolaire et les ruptures dans la transmission des héritages sociaux.
L'ouvrage est un succès, il se vendra à 80 000 exemplaires.

## Résumé

### Cités

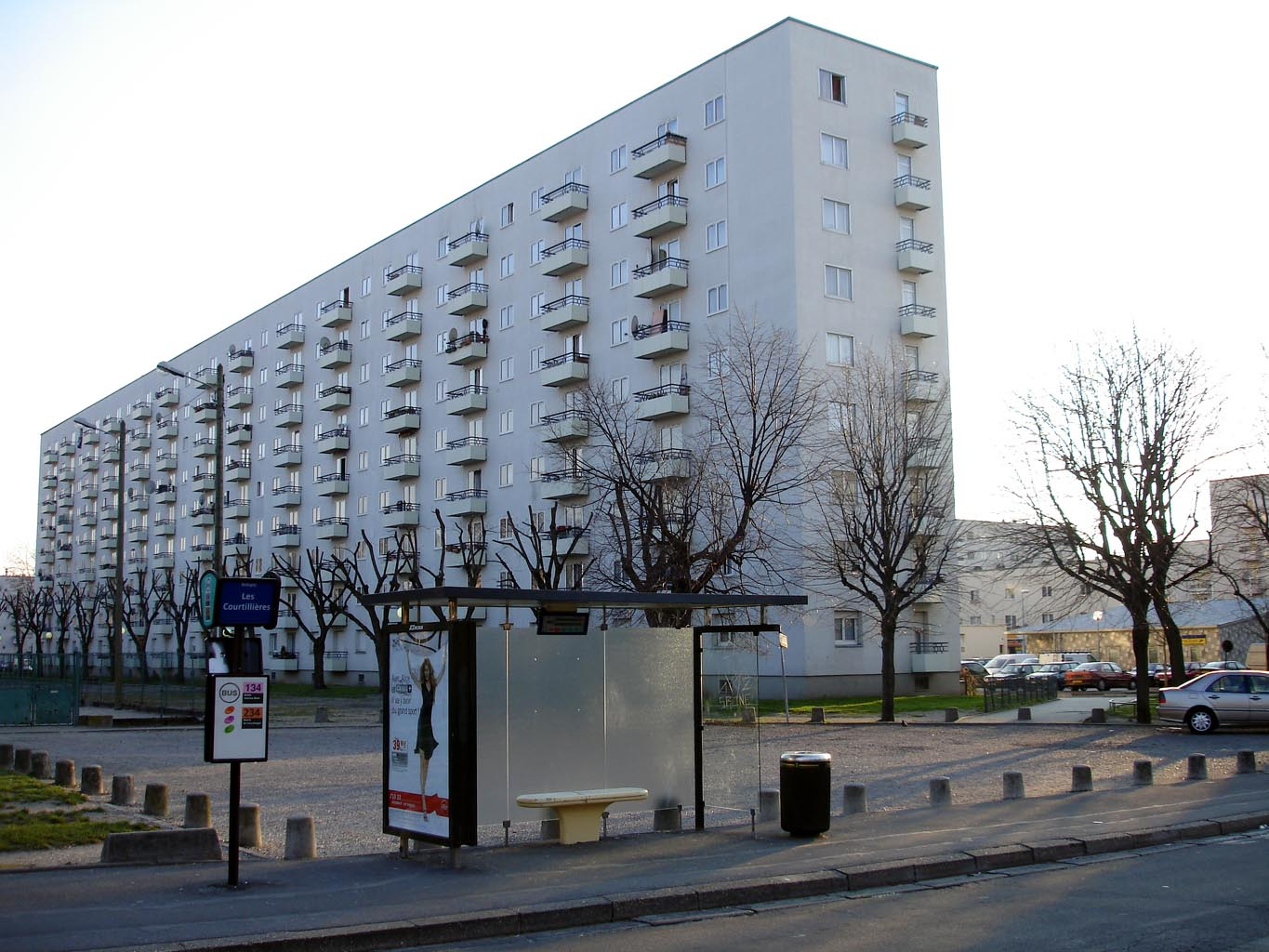
Barre d'immeuble à Bobigny.

La première partie de l’ouvrage, intitulé « L’espace des points de vue », confronte l’expérience d’habitants des banlieues pauvres. La restructuration de l’industrie sidérurgique a engendré de nombreux licenciements et départs en retraite anticipée, la fermeture des usines bouleversant l’univers des relations professionnelles habituelles dans la zone à urbaniser en priorité prise en exemple. Il ressort parfois une tension entre les ouvriers français et immigrés en raison de problèmes de voisinage. Un couple se plaint ainsi des vandalismes et de l'incivilité des jeunes dans un contexte de privation, de pauvreté et d'échec scolaire. Une famille algérienne témoigne de son parcours entre divers logements, du bidonville de Nanterre à son logement actuel, et témoigne de l'irritation de certaines familles françaises à l'égard de leur style de vie. La locataire d'un immeuble de la SNCF regrette le changement d'ambiance de l'immeuble, qui n'est plus réservé aux cadres, et de la promiscuité avec les milieux populaires.
Patrick Champagne analyse la construction du récit médiatique et la manière dont il sélectionne les malaises sociaux, fabrique l’évènement et construit un objet qui ne correspond pas aux attentes et au vécu des groupes sociaux visés par les journaux. En raison du manque d'analyse à long terme, du plus grand attrait du fait spectaculaire et du faible accès des dominés au débat public, le journalisme est pris dans un cercle vicieux de confirmation des représentations sociales stéréotypées et stigmatisantes. Un entretien avec trois adolescents montre l'effet de destin engendré par leur position sociale. Ils se prononcent sur leur inconduite, voire sur la violence de certains de leurs connaissances, ainsi que sur la relégation sociale qui les frappe. . La propriétaire d'un magasin, présidente du comité de défense des commerçants de la ville, exprime un sentiment d'injustice à cause du pillage de son magasin, tout en refusant de s'abandonner au ressentiment et livrant une analyse politique de l'école et du marché du travail. Un ouvrier qualifié originaire de Tunisie et habitant une HLM constate le délitement des anciennes solidarités. Il se bat pour sauver l’image de la cité, défend les locataires de l’immeuble et milite pour un civisme qu'il juge perdu. Des gardiens d'immeuble racontent leur expérience professionnelle. Résidant dans ces cités par nécessité plus que par choix, comme la plupart, ils se déclarent hostiles aux formes agressives de la révolte juvénile. Leur rejet s'accompagne toutefois d'explications sociologiques, comme la situation d'anomie provoquée par la concentration de familles immigrées pauvres. La précarité et le chômage rendent difficile le maintien de l’autorité parentale alors que la publicité et le consumérisme engendrent de la frustration.

### Espaces sociaux
La deuxième partie, assez courte, donne l’exemple parallèle des ghettos américains. Pierre Bourdieu analyse d'abord comment l'espace social s'inscrit dans les lieux physiques par leur appropriation. La hiérarchisation et les distinctions entre les classes sociales se trouve ainsi répercutée géographiquement, comme le montre l'opposition Paris/province. Loïc Wacquant montre ensuite que la banlieue française et le ghetto américain diffère dans leur structure et leur dynamique, tout en soulignant l’intérêt de l’exemple américain pour étudier les conséquences du retrait de l'État sur les relations sociales, lorsque prévalent uniquement les rapports marchands, la lutte pour la survie et l'individualisme. La prégnance de l’économie informelle et la criminalité des gangs entraînent une insécurité généralisée.

### Institutions et services publics

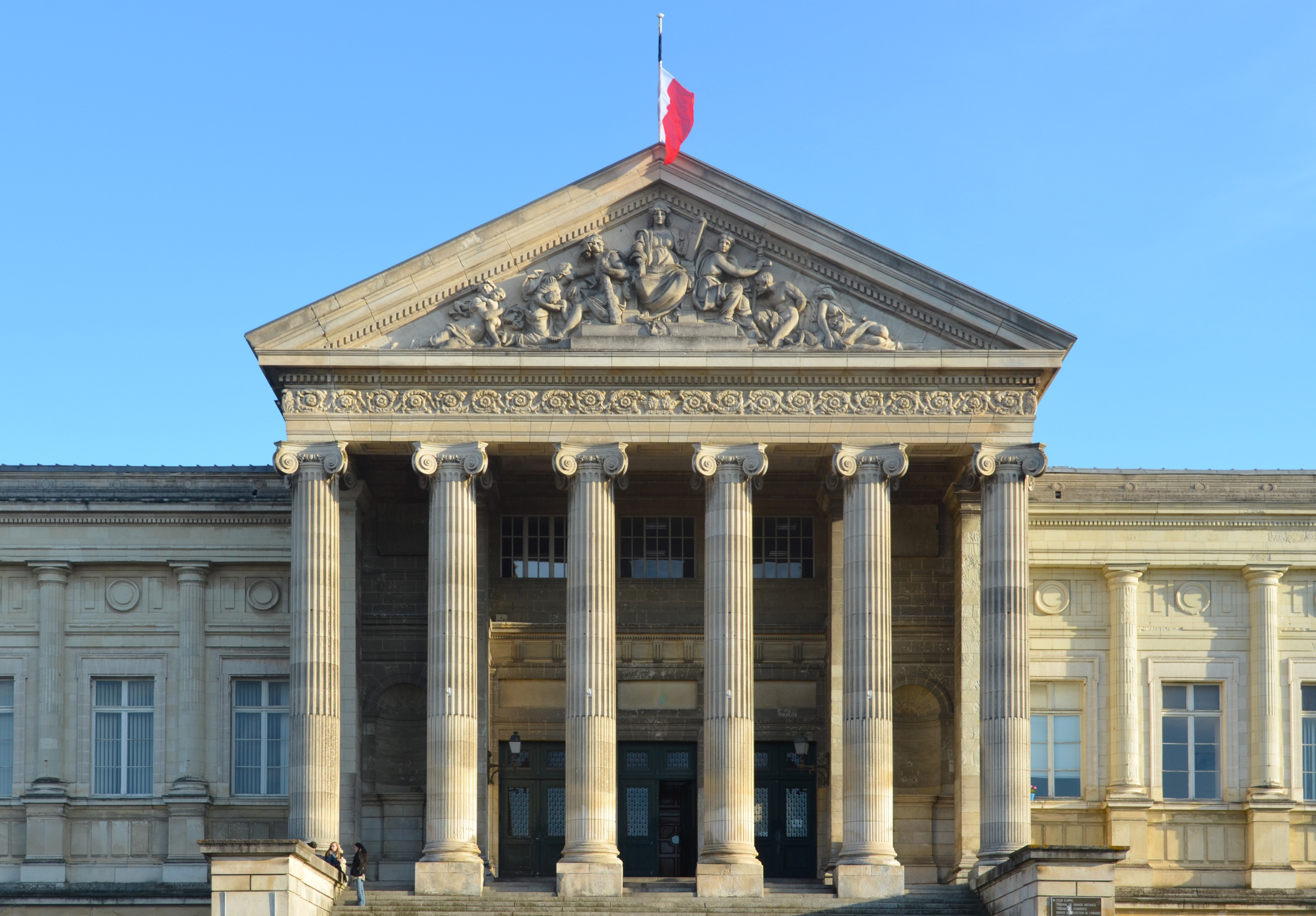
Palais de Justice d'Angers.

La troisième partie, « Le déclin de l’État », montre les conséquences des dysfonctionnements institutionnels et du retrait des services publics. Elle invite à observer comment les agents du service public sont traversés par les contradictions de l’administration entre les missions ambitieuses et les moyens alloués. Une travailleuse sociale ayant travaillé comme cheffe d'un projet de réhabilitation de logements a été écartée pour des raisons politiques. Elle encourageait en effet l'autogestion de l'immeuble, ce qui correspondait en principe à deux de ses mandats : l'animation de la vie de quartier et la participation des résidents à la gestion. Dans son nouveau poste, elle se heurte à la résignation des individus accompagnés et à l’inertie d'une administration enfermée dans ses pratiques routinières. Un juge d'application des peines se plaint de conflits avec la hiérarchie judiciaire. Le parquet méprise selon lui la dimension sociale du suivi judiciaire, ce conflit institutionnel pouvant être assimilé à de la mauvaise foi. Un éducateur de rue témoigne de son engagement auprès des toxicomanes. Il affirme son opposition au discours académique et à la vision bureaucratique de l'accompagnement de cette population, l'importance de créer une relation indépendante du cadre institutionnel .
Pendant au texte sur la vision médiatique, une analyse de la vision d'État montre comment les préoccupations politiques découpent la réalité sociale en catégories administratives (les jeunes, l'urbain), sans toujours être pertinentes d'un point de vue sociologique même si elles servent à l'action gouvernementale. Commentant les malaises qui traversent le monde de la justice, Remi Lenoir estime que la haute magistrature souffre d'un déclin politique consécutif à la montée en puissance d'autres professions tandis que la basse magistrature pâtit d'une dégradation des conditions de travail et à la fragilisation de leur position sociale. Plus globalement, le monopole du droit par l’institution judiciaire est contesté par les instances administratives et la police. Ces luttes de pouvoir sont corrélées à des conflits dans l’ordre social . Un policier issu d'un milieu populaire défend une conception sociale de son métier, par différence aux commissaires et aux inspecteurs qui insistent sur la dimension spécialisée et technique.
Une policière dénonce le carriérisme de ses supérieurs et le comportement de désinvolte de certaines victimes qui renoncent à porter plainte, tout en défendant les délinquants dépourvus d'horizon dans un contexte de pauvreté et en s'identifiant pleinement à l’institution à laquelle elle appartient
. Un magistrat exerçant dans un petit tribunal de province, affecté par le déclin de la profession, exprime son mécontentement. Il déplore la soumission à la hiérarchie, ainsi que la dépendance à l'égard du pouvoir policier et du monde politique.

### Déclins

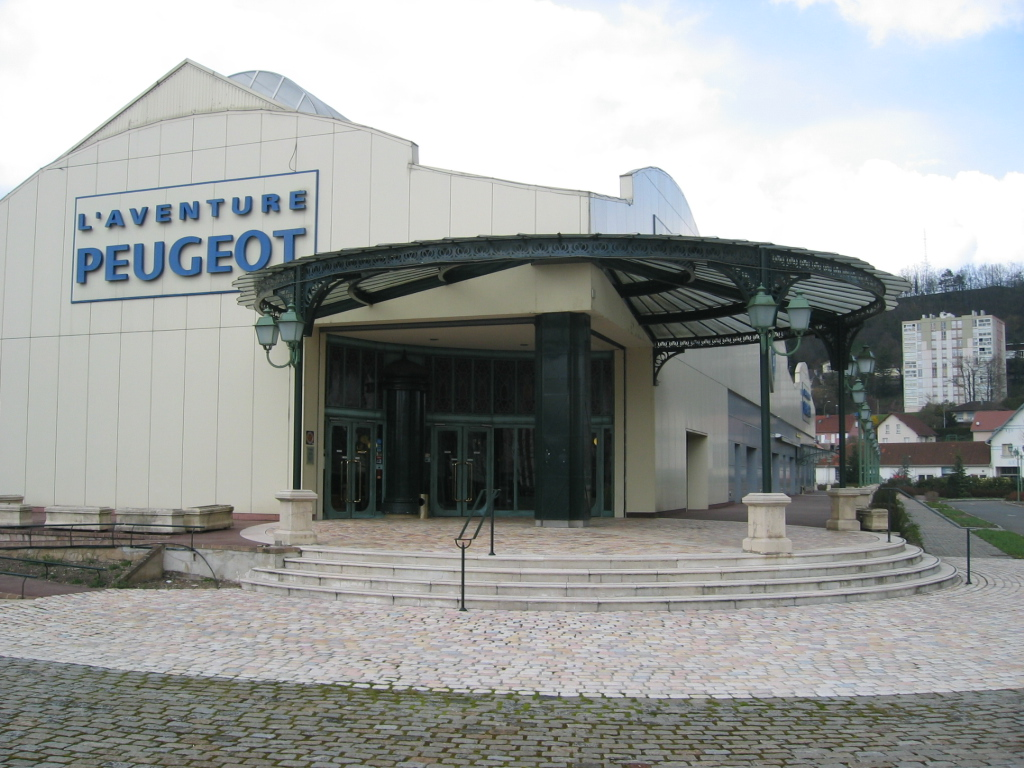
Le musée témoigne de l'importance de l'entreprise Peugeot dans la ville de Sochaux.

La quatrième partie, « Déclins », offre une série d’exemples de déclassements sociaux ayant des répercussions aussi bien dans la sphère professionnelle que politique. Michel Pialoux et Stéphane Beaud décrivent le fossé générationnel entre les ouvriers permanents et les intérimaires à l'usine Peugeot de Sochaux. Il s'agit moins d'une question d'âge que d'une coupure dans la transmission de la culture ouvrière générée par une décennie d'absence d'embauche et la menace du chômage. La pratique de la grève et la solidarité face au patronat sont mis à mal. Un ouvrier témoigne de ce délitement des rapports sociaux à l’usine encouragé par le management et le système des primes. La déception ne vient pas uniquement de la paupérisation mais de la perte d'un espoir collectif. Deux jeunes intérimaires expriment leur sentiment d'humiliation face à l'arbitraire des petites entreprises et des agences d'intérim, adoptant davantage le point de vue des patrons que celui des syndicats sur le monde social et professionnel/ Ils voient le chômage comme un mal inévitable et protestent contre les supposés privilèges des vieux et des immigrés . Une employée des postes originaire de Rodez et travaillant Paris semble trouver dans le travail de nuit un palliatif de son exil, outre les avantages associés à cette contrainte horaire . Une secrétaire témoigne du harcèlement moral causé par son employeur, le patron d'une petite entreprise. Après une longue période sans emploi, une femme a rejoint l’usine de son mari. Elle s'exprime sur l'angoisse provoqué par le rendement exigé dans l'atelier de couture et les conséquences sur ses relations avec le contremaître. Abdelmalek Sayad témoigne du statut ambivalent d'un ouvrier d'une petite usine de polissage des métaux parisienne. Démoralisé après un évènement familial inexpliqué, il est à la fois protégé par les anciens et affecté aux tâches pénibles, signe d'une position marginale dans l'équipe, entre l’exclusion et l'inclusion. Des syndicalistes témoignent de la démoralisation collective et du dépérissement de l'esprit militant à l’usine. Ils partagent leur déception face aux gouvernements de gauche et aux promesses du communismeou l'essor de individualisme minant la solidarité entre les travailleurs 
Trois militants de base du Parti socialiste critiquent l'oblitération des idéaux socialistes par leurs dirigeants, le bureaucratisme de la vie politique et à la prépondérance des manœuvres électorales sur l’élaboration des projets. Une féministe explique comment le refuge pour femmes victimes de violence conjugale qu'elle a créé a été récupérée par des militantes qui lui étaient hostiles. Elle distingue notamment la conception engagée de son activité à celle de professionnels qui l'exercent en tant que professionnels, plus rétifs au bénévolat. La situation s'envenime ainsi lorsqu'une éducatrice n'est pas reconduite dans son contrat en raison de ses exigences syndicales et de la manière distante dont elle considère les femmes accompagnées.
Une femme originaire de Longwy offre un exemple d'une vie ouvrière marquée la désindustrialisation, la menace du chômage, le déplacement dans des logements précaires selon les lieux d'embauche et les difficultés supplémentaires engendrées par la maladie. Dans la même perspective, un couple d'immigrés portugais fait part de son désenchantement. Persuadés d'être bien intégrés après une vie de privations, ils voient leur situation empirer après l'hémiplégie et un accident qui restreignent leurs revenus, n'ayant pas le droit à l'allocation chômage et à la Sécurité sociale. Une ancienne femme de ménage en recherche d'emploi exprime son désarroi face à l'accumulation des stages et des contrats précaires, ses traites et son endettement, son isolement et le mépris d'une grande partie de sa famille et de ses employeurs.

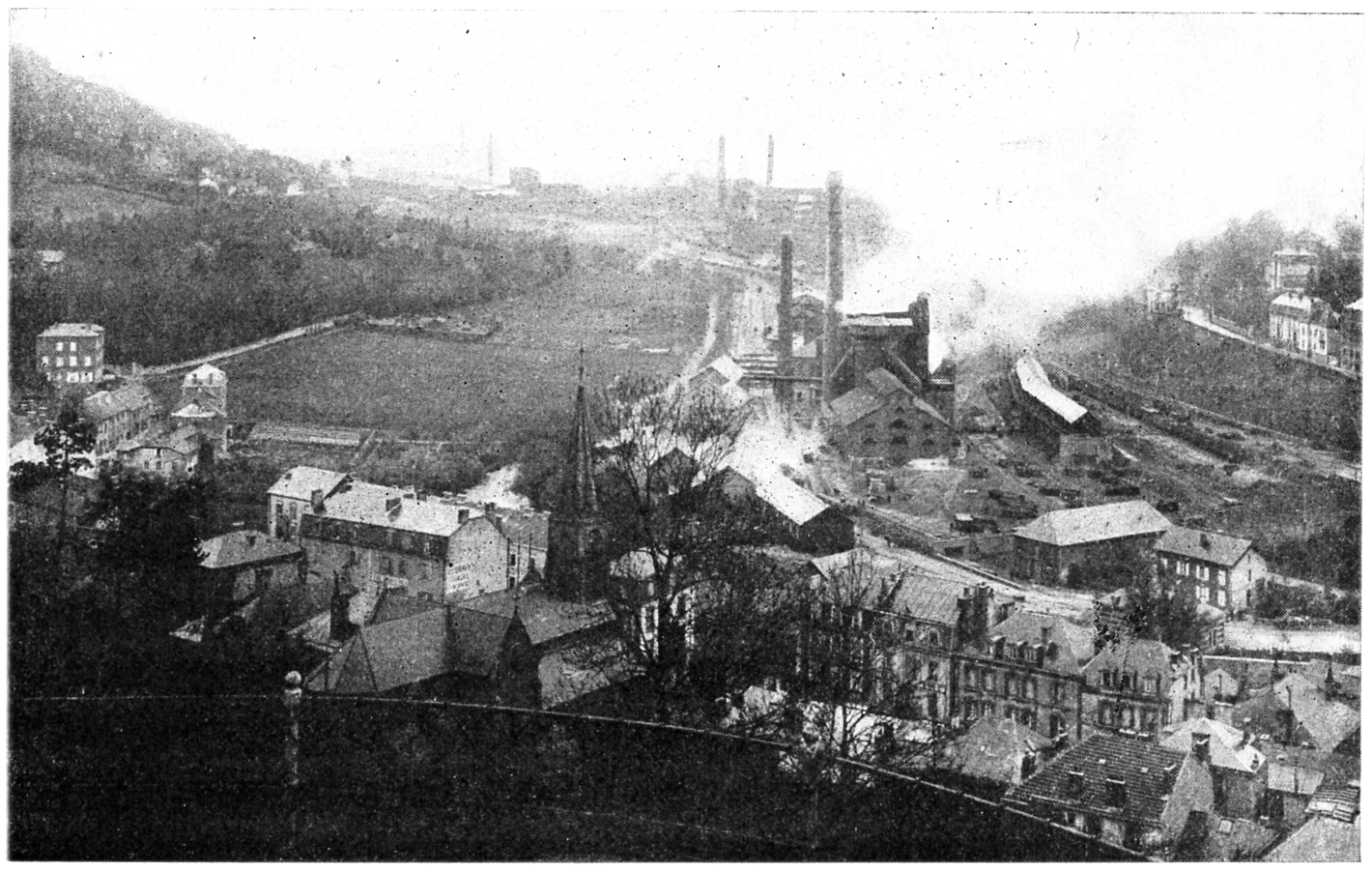
Établissements métallurgiques de Longwy en 1905

Un couple de sans-abris, tous deux issus de familles nombreuses ayant connu le chômage, explique leur parcours et leur situation qu'ils imputent à leurs parents, et le rythme de leur quotidien, partagé entre la manche, de petits boulots, la tournée des poubelles dans les quartiers chics et des magasins à la fermeture, le ramassage de la ferraille, leur promenade et le squat dans un couloir d'immeuble délabré. Ils se méfient davantage de l’assistance publique que les plus jeunes, qu'ils vivent comme une forme d'humiliation.
Un agriculteur exprime sa déception de voir que son fils ne reprendra pas son exploitation à laquelle il a consacré sa vie à force de travail et d'investissements. Leur condition est traversé de contradictions, puisqu'ils ne peuvent réaliser leur capital bien que capitalistes ; disposent de revenus faibles malgré un patrimoine important et sont dépendants des directives d'une entreprise de laiterie sans bénéficier des avantages du salariat. L'absence de transmission de l’héritage est vécue comme une annulation de l’œuvre paternelle.
Un couple d'agriculteurs normands, propriétaires d'une exploitation de 90 hectares, affronte de graves difficultés économiques, comme de nombreux « petits » exploitants de la région. En retard sur la modernisation agricole, ils pâtissent des quotas laitiers imposés après leurs investissements en matériels, du prix trop élevés des terres mises en vente, de la complexité croissante de la réglementation et de la réticence des banques dans la délivrance des crédits. Les difficultés familiales (maladies et ruptures) compliquent encore la gestion du domaine. La famille reste globalement attachée à ferme, même si l'avenir paraît incertain et favorable aux grandes exploitations. Un négociant en vins de l’Est de la France a subi un déclassement social. Son métier faisait de lui un notable autrefois, les supermarchés ont ruiné son commerce et le vin de table est désormais méprisé, en plus d'être concurrencé par de nouvelles boissons. Contrairement à son frère aîné, également négociant dans ce secteur, il a épousé une femme d'origines sociales modeste, ce qui se répercute sur son capital économique. L'exode rural a entraîné une baisse de la consommation. Il éprouve une rancœur tenace contre l’État et refuse l’évolution de la société rurale.
Une militante parisienne du Front national fait part de ses nombreux échecs professionnels, familiaux et politiques. Elle se montre désenchantée par la professionnalisation de son parti et prend la défense des « petits Blancs ».
Un couple de chômeurs témoigne de leur carrière interrompue sur le long terme après leur licenciement. Cette situation se traduit par une diminution des revenus et une diminution des projets d'avenir, même si le mari, favorisé par un héritage, insiste sur leur relative sécurité matérielle. Ancien cadre dans une entreprise d'eau minérale il donne une vision positive de son état, notamment valorisée par le capital culturel qu'il revendique. Sa femme, à la fois moins résignée et plus pessimiste, a exercé une fonction de cadre sans en avoir le statut avant d'avoir dû quitter son entreprise. Mme Fourmier illustre comment la condition de femme est un obstacle supplémentaire dans ce domaine. Après avoir renoncé à Paris, elle vise un poste de directeur financier à Nantes mais est contrainte de partir après un conflit avec la direction.

### Exclusions de l’école

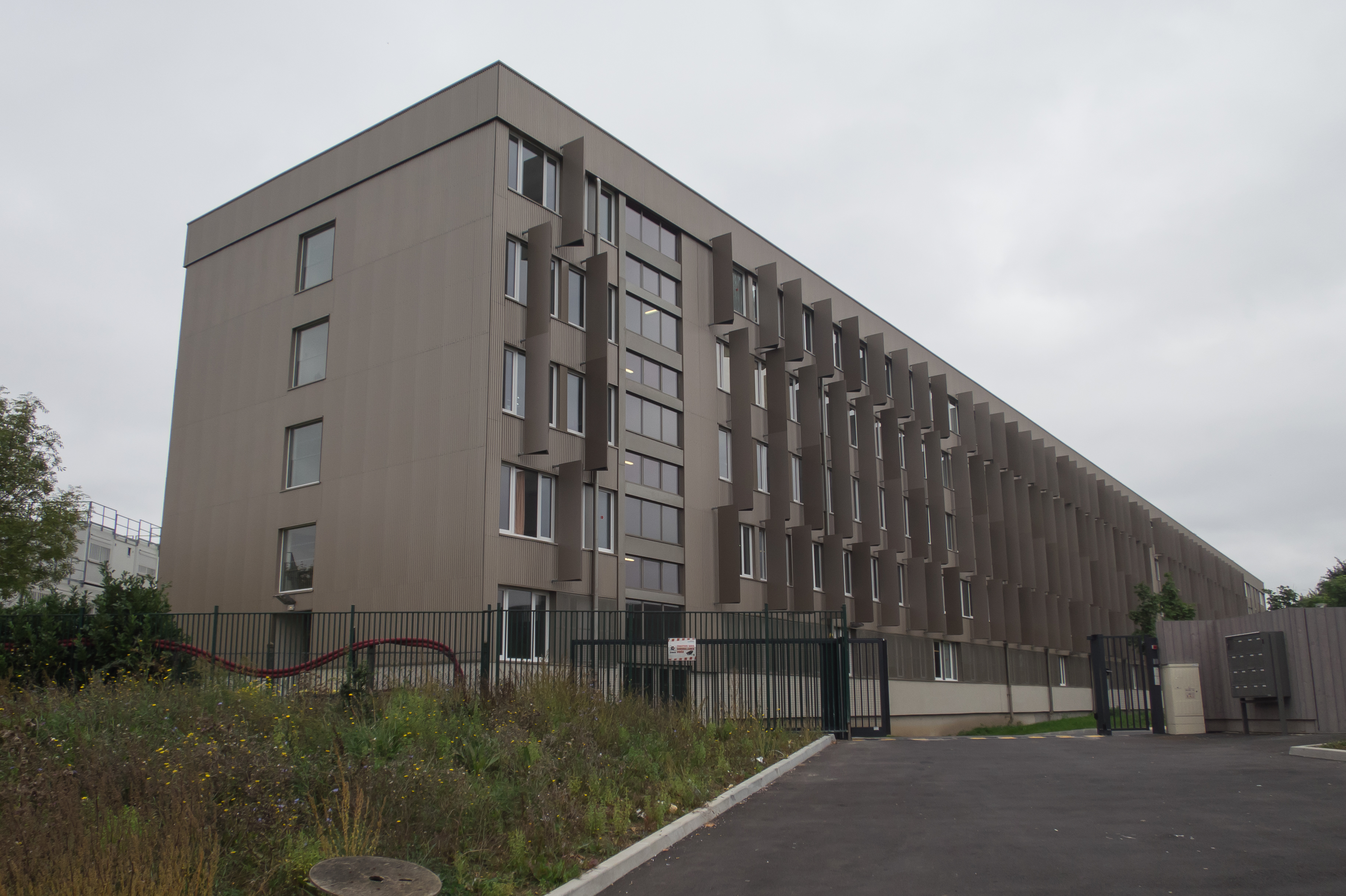
Lycée de Corbeilles-Essonnes.

La cinquième, « les exclus de l’intérieur », porte sur l'exclusion scolaire au sein de l'institution elle-même. Pierre Bourdieu et Patrick Champagne invitent à différencier les formes des malaises lycéens selon leur composition de classe. Ils indiquent que, si jusqu'à la fin des années 1950 la sélection sociale s'opérait dès l'entrée dans l'enseignement secondaire, son apparente démocratisation s'est accompagnée d'une multiplication des formes d'exclusion. La multiplication des effectifs n'oblitère pas les mécanismes de l'inégalité des chances liés aux différences de capital social, économique et culturel. Cette massification de l’enseignement s'accompagne d'une dévaluation des diplômes et d'une hiérarchisation des filières qui engendre donc des illusions et de la frustration. L'institution scolaire est traversée par une contradiction entre sa prétention à assurer la réussite de chacun et ses procédures d'orientation et de filtration de plus en plus précoces. La résignation ou la désinvolture à l'égard de l'école, affectée par une dévaluation symbolique qui retombe sur les relations entre le professorat et les parents d'élèves, s'expliquent dans cette perspective par cette incapacité à inclure des lycéens qui poursuivent une scolarité aux finalités obscures à leurs yeux.
Un lycéen fils d'immigrés algérien et yougoslave divorcés explique l'instabilité de sa situation, aussi bien à l’école que dans le domicile ou les relations amicales. L'incertitude sur le présent et l'avenir est doublée par l'univers de la cité qui pénètre l'environnement scolaire. Préparant, selon ses mots, un diplôme « voie de garage » dans un lycée poubelle, l'indétermination de son parcours a au moins le mérite de repousser l'échéance du monde professionnel. Trois lycéennes partagent l’expérience de leur chute scolaire. Originaires de collèges modestes et anciennes têtes de classe, elles se sont confrontées à la baisse brutale de leurs notes et à la violence symbolique qui en découle. L'institution n'offre que des réponses dépréciatives ou culpabilisantes qui modifient les rapports qu'elles avaient avec les adultes et en particulier envers les professeurs, qu'elles regrettent de ne plus pouvoir solliciter. La survalorisation de la filière scientifique, et en particulier des mathématiques, renforce leurs difficultés. Elles opposent l’ambiance plus communautaire du collège à la logique de sélection du lycée.
L'unification formelle des établissements d'enseignement secondaire cache un processus de différenciation. La promesse politique de l'obtention de 80 % de résultats au baccalauréat d'une classe d'âge pour l’an 2000 relève de la démagogie dans la mesure où les conditions pour assurer équitablement la transmission des connaissances ne sont pas réunies. L'organisation et les moyens du système éducatif ne permettent pas une assistance intensive et différenciée, pourtant nécessaires aux élèves les plus démunis en capital culturel. La compétition des établissements, limitée par la sectorisation dans une certaine mesure, renforce la concentration des élèves avec des difficultés scolaires dans les mêmes lieux. Les élèves des lycées professionnels y entrent plus tardivement, et souvent avec une expérience négative de l'école. Les problèmes d'encadrement sont le plus souvent imputés aux enseignants, la culpabilisation et la démoralisation encourageant les démissions et un cercle négatif.
Une enseignante d'un collège du Val d'Oise témoigne que son acharnement au travail a malmené sa vie familiale. Elle fait part de son découragement, alors que de nombreux collègues accumulent dépressions et congés-maladie, et se plaint du mépris de l’administration et des parents d'élèves. Ses origines sociales modestes l'amènent à comprendre les obstacles des collégiens, même si elle regrette leur attrait exclusif pour la réussite matérielle. Une professeure de français affirme que lors de son passage dans un collège de Creil, elle a pu constater la précarité de l'ordre scolaire, déstabilisé par le comportement des élèves, la violence verbale et physique, la circulation de la drogue, l'absentéisme, la désinvolture et le désintérêt pour les matières enseignées. Si les groupes peuvent s'unir contre le directeur ou le conseiller d'orientation, il existe une grande agressivité entre les jeunes. Travaillant dans un lycée professionnel, une enseignante en secrétariat confirme cette détérioration des conditions d'enseignement et des relations avec les élèves, imposant beaucoup d'énergie et d'imagination pour maintenir un lien pédagogique. Des bandes imposent la loi du plus fort par faute d'encadrement.
Le principal d'un collège situé dans une zone d'éducation prioritaire est contraint de veiller quotidiennement aux manifestations de violence dans son établissement, de remédier aux dégradations et d'éviter les bagarres. La réussite scolaire correspond cependant à la moyenne du département. La majorité des élèves sont d'origine populaire et pour les trois-quarts issus de parents étrangers. Un encadrement et un tutorat importants n’empêchent pas les résidents des zones pavillonnaires et de certains HLM d'éviter d'y inscrire leurs enfants. Le proviseur exprime son malaise entre la nécessité du maintien de l'ordre, qui heurte ses valeurs et ses idéaux éducatifs, et son aversion pour la violence, celle des jeunes comme celle de l’institution
Un étudiant en histoire à Paris IV Clignancourt, fils d'un ouvrier et d'une secrétaire, est le premier de sa famille avec sa sœur aînée à intégrer l'enseignement supérieur. Ayant choisi la discipline pour ses bonnes notes dans le secondaire et après avoir essuyé un refus à l'inscription à un BTS d'action commercial, il éprouve l’université comme le lieu de l’arbitraire. Il se sent en décalage avec les autres étudiants, trouve que les professeurs favorisent la sélection, se sent isolé et démuni, à la fois par manque d'argent et de repères.

### Héritages
La sixième, « Les contradictions de l’héritage », porte sur les ruptures dans l'ordre des successions, c'est-à-dire dans la perpétuation de l'héritage au sens le plus large du terme (économique, social et culturel). L'encouragement des enfants à dépasser le statut social de leurs parents encourage une forme de transgression qui peut s'avérer déchirante. Cette transmission de l'héritage dépend moins qu'auparavant des dispositions familiales que de la réussite scolaire. Les rapports entre les héritiers et son héritage peuvent être sources de tensions familiales. L'acceptation de l’injonction parentale à la réussite est paradoxalement parfois source d'une éloignement entre les générations. Cette contradiction entre les attentes et les distances sociales est génératrice de culpabilisation en cas de succès et de déception en cas d'échec.
Un journaliste politique à la radio rappelle comment il a subi la pression de ses parents à l'école, eux-mêmes frustrés dans le domaine scolaire et investissant leurs projets d'ascension sociale sur leur fils. Alors qu'il n'est pas particulièrement brillant, il est inscrit dans un collège élitiste puis dans un lycée où il s'est senti déraciné sur les plans géographique, social et scolaire. Il est meurtri par l'humiliation ou l'ignorance des professeurs aussi bien que par les récriminations de son père, ce dernier également en conflit avec l'institution scolaire. Intégrant finalement un lycée technique, il réussit à trouver sa voie tout en gardant un souvenir amer de l'école et une sensibilité vive au mépris de classe. Fils d'un voyageur de commerce, un videur explique avoir été placé au collège Sévigné puis à l’Institut Charlemagne, où il a souffert de l’infériorité sociale de son milieu d'origine à cause du comportement de ses camarades, avant de retourner le stigmate et de revendiquer une forme de violence noble, qu'il oppose à celle des casseurs. Il se définit ainsi comme « prolo » au milieu des « bourgeois » et « bourgeois » parmi les « prolos ». Fille de fermiers, une institutrice travaille dans une cité déshéritée, habitée par des familles en grande précarité et en majorité au chômage. Les parents rejettent l’école comme les élèves, regrette l'inertie de l’équipe enseignante et souhaite entamer une reconversion professionnelles en étudiant la psychologie. Le malaise causé par sa situation professionnelle est accentué par ce que l’institution lui rappelle sa propre origine et la distance qu'elle a du accepter de prendre avec ses parents malgré elle pour choisir ce métier.
Par opposition à ses parents orientés politiquement à gauche, un étudiant a intégré le Front national de la jeunesse dès la seconde. Il parle très peu à son père avec lequel il a eu de multiples altercations. Sa ferveur militante est tempérée par un scepticisme à l'égard de l'arrivisme politicien, même si son engagement au sein de groupuscules paramilitaires d’extrême droite trahit la radicalité de son engagement. Une actrice est entrée au Conservatoire national d'art dramatique sur les conseils de son oncle, metteur en scène raté mais consacré par l’enseignement orthodoxe. Le choix d'une voie classique s'avère sans avenir, d'autant qu'elle refuse les rôles de soubrette, et se rend compte que son héritage cachait un cadeau empoisonné l'ayant bercé d'illusions.

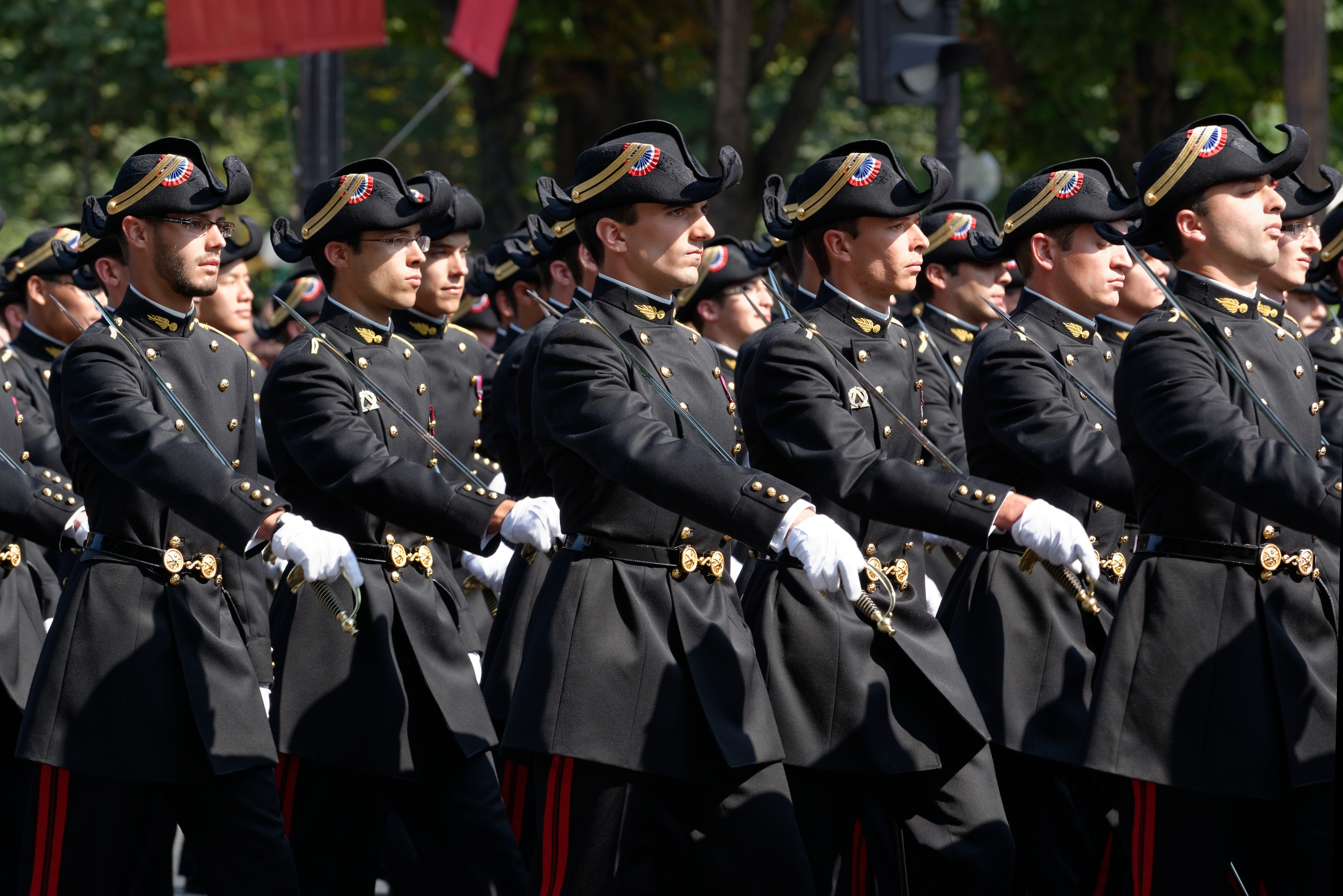
Polytechniciens

Fils d'instituteur, un chercheur regrette ce qu'il est devenu, davantage par conformisme que par goût. Il a poursuivi une carrière brillante et est entré à l’École Polytechnique, renonçant ainsi à l’École Normale Supérieure, mais est écœuré par la préparation militaire, ce qui rejoint par ailleurs l'antimilitarisme de ses parents. Les possibilités de parcours étouffées pour des questions de prestige continuent de le hanter alors qu'il est confronté à des choix de carrière semblables. Une monteuse de films élevée dans les valeurs de la bourgeoisie catholique revient sur les causes de son mariage malheureux avec son mari réalisateur. L'admiration qu'elle éprouvait pour lui s'accompagnait du dévouement attendu des femmes dans son milieu social. Pour cette raison, son autonomie financière ne garantissait pas un équilibre dans les relations de couple. Elle a fini par voir les limites des ambitions artistiques de son mari quand elle-même se résignait à un poste technique dans un univers surtout masculin.
Un ouvrier algérien à la retraite se prononce à l'égard de la distance avec soi-même qu'accompagne la condition d'immigré. Fils d'un homme de lettres contraint d'être devenu fellah pour survivre, il a insisté pour venir travailler en France. Il estime que l'émigration a conduit à un déracinement et à une perte d'identité collective. L'aînée d'une fratrie de six enfants, installée à Creil, raconte la crise familiale née de l'impossible retour au pays, le Maroc, l'hostilité de son père face à son projet de mariage avec un Français et les difficultés de son insertion professionnelle dans le pays. Elle donne également sa perception sur l'affaire du voile survenu en 1989. Une fille d'immigrés algériens témoigne de la surveillance exercée par son père pendant son adolescence et sa jeunesse, son ennui et la claustration qu'elle a subie. Elle l'a désormais pardonné et ses sœurs cadettes ont pu faire des études supérieures mais un sentiment de culpabilité traverse les relations familiales.
Une femme handicapée a échappé à la tutelle familiale qui lui était promise en réussissant à obtenir un emploi et un logement. S'étant construite contre l’excès de sollicitude pour conserver son indépendance, elle redoute que l'hospitalisation imposée par l’usure de ses articulations limite sa volonté d'autonomie. Un couple de paysans septuagénaires de l'Aveyron constatent le dépérissement de leur région, autrefois prospère et peu à peu vidée de ses habitants. Leurs enfants, comme de nombreux autres, sont partis dans la région parisienne. Une octogénaire issue d'un milieu bourgeois et ancienne assistante sociale parle de son isolement, soulignant l'absence de sa famille sans se plaindre, en se persuadant de sa chance.

### Méthode
L'ouvrage se conclut par des observations méthodologiques sur la conduite de l’entretien. Pierre Bourdieu rappelle que l'enquête s'inscrit dans une relation sociale susceptible d'interférer sur le déroulement et le résultat de la recherche. L'enquêteur doit adopter une démarche réflexive afin de prendre en compte les effets de la structure sociale sur cet échange (position sociale des interlocuteurs et compétences linguistiques notamment). L'écoute active suppose de prendre garde à la violence symbolique qui peut s'exercer dans cet entretien par nature dissymétrique. La proximité sociale et la familiarité sont des outils pour assurer une communication non-violente. La posture du sociologue doit faire en sorte que les interrogations et la situation aient un sens pour la personne sollicitée.

### Éditions
- Pierre Bourdieu (dir.), La Misère du monde, Paris, Seuil, coll. « Libre examen. Documents », 1993, 947 p. (ISBN 2-02-019674-3, BNF 36956081).

- Pierre Bourdieu (dir.), La Misère du monde, Paris, Points, coll. « Points. Essais » (no 569), 2015, 1460 p. (ISBN 978-2-7578-5152-4, BNF 44310635).

### Études
- Bruno Karsenti, « Le sociologue dans l'espace des points de vue », Critique, nos 579-580,‎ 1995.

- Nonna Mayer, « L'entretien selon Pierre Bourdieu : analyse critique de La misère du monde », Revue française de sociologie, vol. 36, no 1,‎ 1995, p. 355-370 (lire en ligne, consulté le 5 mai 2022).